# Eucereon scyton
Eucereon scyton är en fjärilsart som beskrevs av Pieter Cramer 1777. Eucereon scyton ingår i släktet Eucereon och familjen björnspinnare. Inga underarter finns listade i Catalogue of Life.

## Bildgalleri

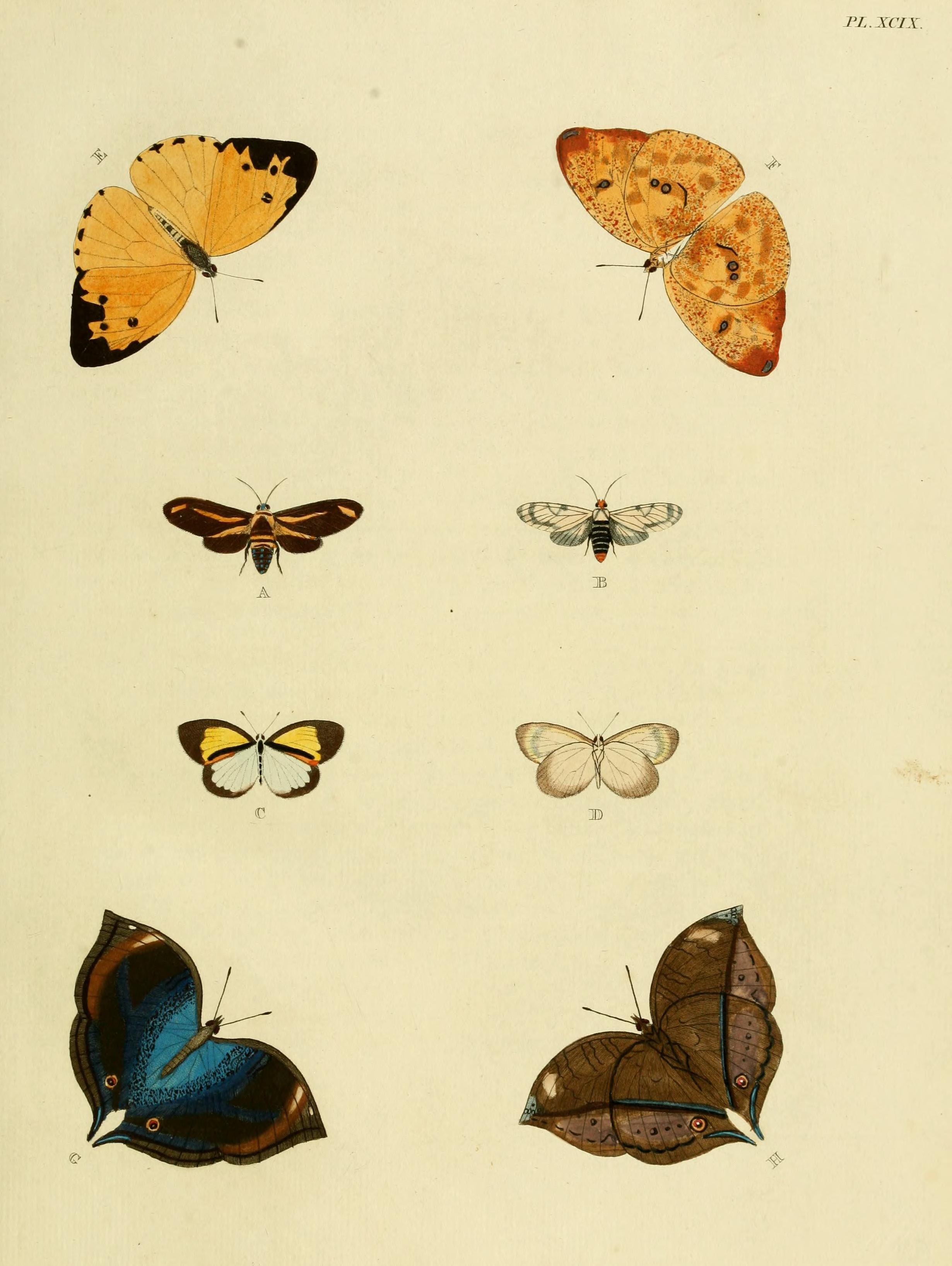